# Misaki Saitō
斎藤 岬
Œuvres principales
- Drug-On

Misaki Saitō (斎藤 岬, Saitō Misaki) est une dessinatrice et scénariste de manga.
Elle commence sa carrière en 1995 dans le Comic Burger des éditions Scholar.

## Œuvre
- Shinigami Tantei to Yû'utsu Onsen (1 volume)
- Shinigami Tantei to Yûrei Gakuen (2 volumes)
- Taimashin, les carnets de l'exorciste (6 volumes, sur un scénario de Hideyuki Kikuchi)
- Ultra Panic (4 volumes)
- Le Loup de Hinata (5 volumes)
- Drug-on (5 Volumes)

Elle a aussi publié un recueil d'illustrations nommé MIX NOIZE (2002) et a conçu le design des personnages d'un jeu PC japonais : Daisenryaku : Master Combat 2 (1998, Systemsoft).